# Xian autonome yi et dai de Xinping
Le xian autonome yi et dai de Xinping (新平彝族傣族自治县 ; pinyin : Xīnpíng yízú dǎizú Zìzhìxiàn) est un district administratif de la province du Yunnan en Chine. Il est placé sous la juridiction de la ville-préfecture de Yuxi.

## Démographie
La population du district était de 260 035 habitants en 1999.